# 짐 커스텀
짐 커스텀(영어: GM Custom, 일본어: ジム・カスタム)은 《건담 시리즈》에 등장하는 모빌 슈트(MS)로 분류되는 가공의 유인 조종식 인간형 로봇 병기이다. 1991년에 발매된 OVA 《기동전사 건담 0083 스타더스트 메모리》에서 처음으로 등장했다.
작품 내에서 군사 세력 중 하나인 지구연방군의 양산기로 《기동전사 건담》에 등장하는 짐의 개량형이다. 당하고 터지는 역할로 묘사가 많은 짐으로서는 보기 드문 "에이스 파일럿 용의 고성능기"라는 설정이 특징이다. 《기동전사 건담 0080 주머니 속의 전쟁》에 등장하는 건담 NT-1과 부품의 일부를 공유하며, 겉모습도 비슷하다. 《기동전사 건담 0083 스타더스트 메모리》에서는 사우스 버닝이 이끄는 알비온 MS 부대의 주력기로 등장한다.
메카닉 디자인은 카토키 하지메가 담당하였다.

## 같이 보기
- 짐
- 짐 캐논
- 짐 카이
- 짐 쿠엘